# جوزپه جنتیل
جوزپه جنتیل (انگلیسی: Giuseppe Gentile؛ زادهٔ ۴ سپتامبر ۱۹۴۳) ورزشکار پرش سه‌گام اهل ایتالیا است.
از فیلم‌ها یا برنامه‌های تلویزیونی که وی در آن نقش داشته‌است می‌توان به مدهآ اشاره کرد.
وی در مسابقات کشوری و بین‌المللی در مجموع برندهٔ ۲ مدال نقره، ۲ مدال برنز شده‌است.